# Sulcus frontalis inferior
De sulcus frontalis inferior of onderste voorhoofdsgroeve is een hersengroeve die zich bevindt in de frontale kwab. Hij vormt een scheiding tussen de bovenliggende gyrus frontalis medius (middelste voorhoofdswinding) en de gyrus frontalis inferior (onderste voorhoofdswinding).

## Verloop
In ongeveer de helft van het aantal hersenen is het verloop van de sulcus frontalis inferior niet continu en kan hij uit twee tot vier segmenten bestaan. Daarnaast kan de sulcus frontalis inferior nog doorlopen in andere hersengroeven zoals de sulcus praecentralis inferior (onderste voorste centrale groeve), de sulcus frontalis superior (bovenste voorhoofdsgroeve), de sulcus frontalis medius (middelste voorhoofdsgroeve), de sulcus frontoorbitalis, de sulcus frontomarginalis, de sulcus diagonalis, de ramus ascendens fissurae lateralis (stijgende tak van de groeve van Sylvius) en de ramus horizontalis fissurae lateralis (horizontale tak van de groeve van Sylvius).